# چالان پاگو-اوردوت
چالان پاگو-اوردوت (به انگلیسی: Chalan Pago-Ordot, Guam) یک روستا در کشور گوآم است.

## خصوصیات
چالان پاگو-اوردوت ۶٬۸۲۲ نفر جمعیت دارد.

## نگارخانه

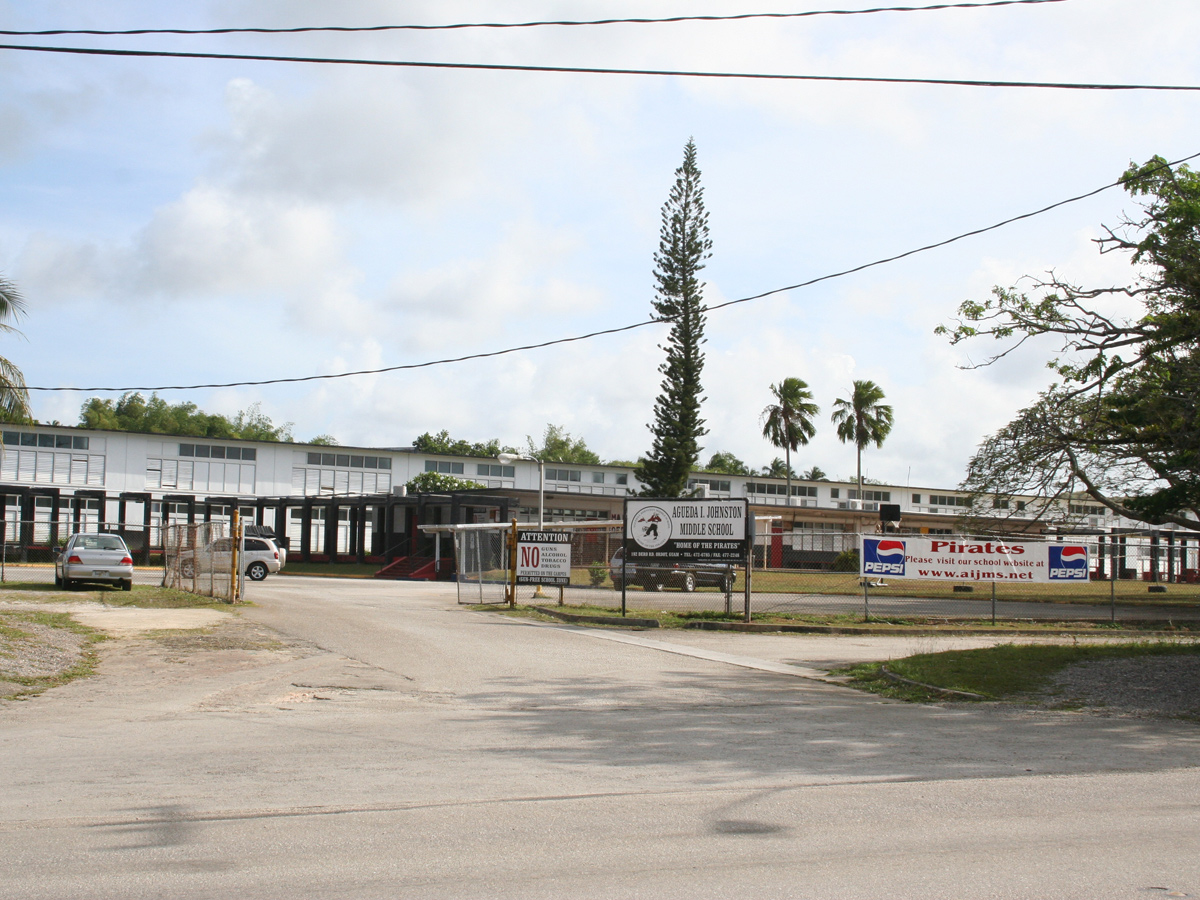
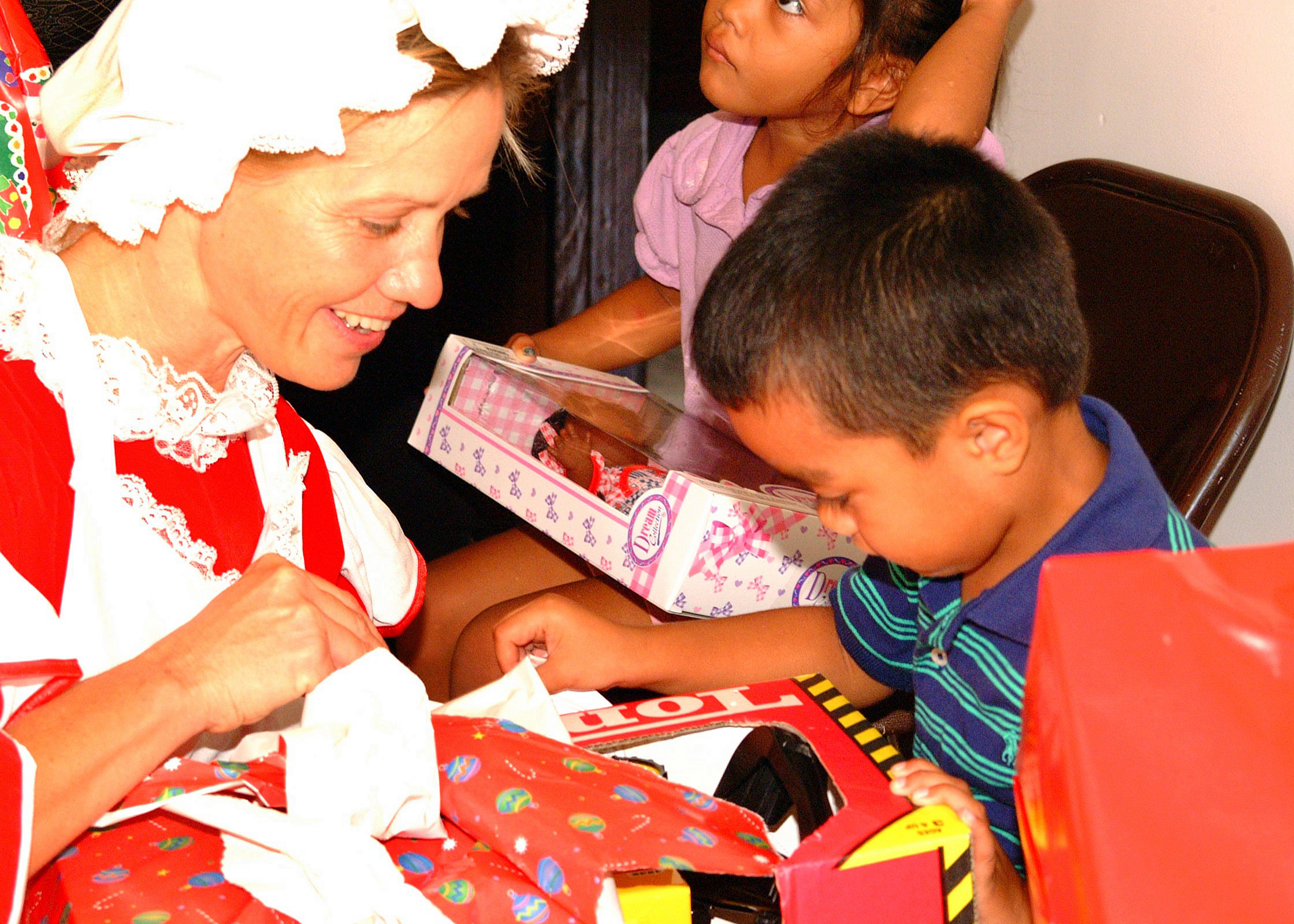
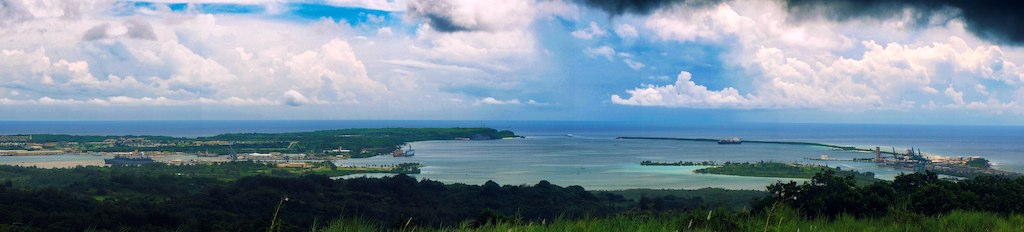